# Jonszangun koreai király
Jonszangun koreai király (hangul: 연산군, handzsa: 燕山君, RR: Yeonsangun; 1476. október 24. – 1506. november 20.) Csoszon (Joseon) 10. királya volt. I Jung (이융) néven született, és 1494-1506 között volt uralkodó. Feljegyzések szerint ő volt a Csoszon-dinasztia legrosszabb uralkodója,[forrás?] zsarnoknak tartották. Két véres tisztogatás írható a számlájára, hatéves korában kivégezték az édesanyját, és megszállottan kereste a gyilkosait, hogy bosszút álljon a halálán. Mindenkit, aki gyanús volt, kivégeztetett a testőreivel, így a népe rettegett tőle. Puccsal távolították el a trónról és száműzték. Sosem kapott posztumusz nevet, sírja egyszerű hercegi rangú.

## Anyja kivégzése
Jun királyné Szongdzsong (Seongjong) király ágyasa volt, Konghje (Gonghye) haláláig, aki a király első felesége volt. Mivel örökös nélkül halt meg, ezért sürgette a második feleségét, hogy biztosítsa a királyi ház utódját. Jun (Yun) királynét szépsége miatt vette feleségül 1476-ban. Néhány hónappal később megszületett első fiuk I Jung (Yi Yung), aki később a Jonszan (Yonsan) herceg nevet kapta. A királyné rendkívül heves vérmérsékletű és féltékeny volt Szongdzsong (Seongjong) király ágyasaira, az egyiket meg is mérgezte 1477-ben. 1479-ben kezet emelt a királyra, ezzel karmolási sebek keletkeztek az arcán. A király mindent megtett, hogy elfedje arca sebét, de az anyja, Inszu (Insu) felfedezte a karcolást, és száműzte Jun (Yun) királynét, aki rengetegszer próbált meg visszatérni. A király megelégelte ezt, ezért 1482-ben méreg általi halálra ítélte a királynét.

## Tisztogatások
Szongdzsong (Seongjong) király 1494-ben halt meg, a fia követte a trónon. Az első években kifejezetten kedves király volt, szerette a népét. Emellett bölcs volt, aki megerősítette a nemzetvédelmet és segítette a szegény embereket. De nemsokára megmutatkozott a zsarnok énje, amikor az egyik oktatóját Cso Szaszót (Jo Sa-seót) megölte. Megpróbálta helyreállítani anyja posztumusz címét. A kormányzati tisztviselőkhöz tartozó politikai frakció (Szarim (Sarim)) elégedetlen volt Szongdzsong (Seongjong) király végakaratával, és mindent megtettek, hogy ne valósuljon meg. 1498-ban Kim Ilszon (Kim Ilson), Kim Dzsongdzsik (Kim Jong-jik) tanítványa felvett egy paragrafust a királyi feljegyzésekbe, miszerint Szedzso király trónra lépése illegitim volt 1455-ben. Kim Ilszon (Kim Ilson)t és követőit felségárulással vádolta meg a rivális frakció, és ez elég ok volt Jonszangun (Yeonsangun) királynak, hogy a Szarim (Sarim) frakció tagjait kivégeztesse. Ez volt az úgynevezett első irodalmár-tisztogatás (무오사화 戊午士禍).
1504-ben Im Szahong (Im Sa-hong) elárulta a királynak anyja halálának részleteit, megmutatta neki az egyik véres ruhadarabot, amire állítólag vért hányt, miután megitta a mérget. A király ezután apja két ágyasát halálra verte, miután őket tartotta felelősnek anyja haláláért. A király összeveszett nagyanyjával, Inszu (Insu) királynéval és úgy a falhoz szorította, hogy belehalt. Posztumusz nevet adott anyjának, aki a Csehon (Jeheon) királyné nevet kapta. A király végül felnyittatta Han Mjonghö (Han Myeong-hu) (한명회) sírját, és levágatta a fejet a testről. Számos olyan tisztviselőt is kivégeztetett, akik korábban támogatták anyja megmérgezését. Ez volt a második irodalmár-tisztogatás 1504-ben (갑자사화 甲子士禍).

## Oktatás visszaszorítása
A konfuciánus tudósokat képző Szonggjungvan (Seonggyungwan)t bezáratta a király és szórakozóhellyé alakította át. Egy lakóövezetet is lerombolt, kilakoltatva a lakosokat, és vadászterületetté alakíttatta. Kényszerítette az embereket, hogy újabb szórakozóhelyet építsenek neki. A köznép plakátokon gúnyolta a királyt, hangul írással, mely kiváltotta az uralkodó haragját, ezért betiltotta a hangul használatát.
A miniszterek egyre hevesebben tiltakoztak a király tettei ellen, aki ennek hatására eltörölte a Cenzúrahivatalt és a Hongmungvan (Hongmungwan)t (könyvtár és kutatóközpont, melynek tagjai konfuciánus tanítások segítségével tanácsot adtak a királynak). Elrendelte, hogy a miniszterek a következő feliratot hordozzák magukon: „A száj ajtó, mely katasztrófát enged be. A nyelv kard, mellyel fejet vágnak le. A test addig lesz békében, míg a száj csukva van, s a nyelv mélyen legbelül.” (口是禍之門 舌是斬身刀 閉口深藏舌 安身處處牢)

## Trónfosztás
1506-ban a király uralkodásának 12. évében hivatalnokok egy csoportja (elsősorban Pak Vondzsong (Park Won-jong), Szong Hian (Seong Hui-an), Ju Szundzsong (Yu Sun-jeong) és Hong Gjongdzsu (Hong Gyeong-ju) összeesküvést szerveztek a király ellen. Szeptember 2-án puccsot hajtottak végre, leváltották a királyt és helyére a féltestvére, Csinszong (Jinseong) nagyherceg került. Herceggé fokozták le, majd száműzték Kanghvado (Ganghwado) szigetére, ahol két hónap múlva meghalt.  Egyik ágyasa, Csang Nokszu (Jang Noksu), akit a végzet asszonyának neveztek, végig bátorította a királyt, ezért lefejezték. Jonszangun (Yeonsangun) fiatal fiait szintén megölték.

## Család
- Apa: Szongdzsong (Seongjeong) koreai király (성종)
- Anya: Csehon (Jeheon) királyné a hamani Jun (Yun) klánból. (제헌왕후 윤씨)
- Hitvesek:

1. Munszong (Munseong) hercegnő a Sin klánból (거창군부인 신씨, 1472–1537; később címétől megfosztott) 
  1. I Szuok (Yi Su-eok) hercegnő (휘신공주 이수억)
  2. címétől megfosztott koronaherceg Hvang (Hwang) (폐세자 황)
  3. Cshangnjong (Changnyeong) nagyherceg (창녕대군)
  4. Pogok (Bogeok) hercegnő (복억공주)
2. címétől megfosztott királyi hitves a Cso (Jo) klánból (폐빈 조씨)
3. Cson (Jeon) szugjong (sugyeong) (숙용 전씨)
4. Kim szugvon (Sugwon) (숙원 김씨)
5. I szugi (Yi sugui) (숙의 이씨)
  1. Jangphjong (Yangpyeong) herceg (양평군)
  2. I Donszu (Yi Donsu) herceg (왕자 이돈수)
  3. lánygyermek
6. Csang Nokszu (Jang Noksu) szugjong (sugyeong) (숙용 장녹수, ?–1506)
  1. I Jongszu (Yi Yeongsu) (이영수) lánygyermek
7. U szugjong (U sugyeong)  (숙용 우씨)

(A hitvesek keresztneve a királynék kivételével ismeretlen. A rangok leírását lásd: Címek és megszólítások a Csoszon-dinasztiában)

## Ábrázolása a filmművészetben
A palota ékköve sorozat első néhány epizódjában szerepelt, ahol kegyetlen zsarnokként mutatták be, aki Korea történelmének legrosszabb királya volt.
A nagy sikerű A király és a bohóc című filmben kegyetlen, elmeháborodott királyként ábrázolták.
A lázadó: Hong Gil Dong című sorozat uralkodásának éveiben játszódik, az ő uralkodása az egyik fő történetszál.

## Fordítás
Ez a szócikk részben vagy egészben  a   Yeonsangun of Joseon című angol Wikipédia-szócikk fordításán alapul.  Az eredeti cikk szerkesztőit annak laptörténete sorolja fel. Ez a jelzés csupán a megfogalmazás eredetét és a szerzői jogokat jelzi, nem szolgál a cikkben szereplő információk forrásmegjelöléseként.
| Előző uralkodó: Szongdzsong (Seongjong) | Csoszon királya 1494–1506 I-dinasztia | Következő uralkodó: Csungdzsong (Jungjong) |